# Fabrosaurider
Fabrosaurider (Fabrosauridae) är en grupp primitiva fågelhöftade dinosaurier som hade sitt ursprung i Lesothosaurus-lika djur. De flesta fabrosauriderna var mellan 1 och 2 meter långa, lätt byggda och tvåbenta. Deras kranier var triangulära och hade mycket stora ögonhålor. De var växtätare och använde sig troligen av sin skicklighet i rörelse för att undkomma predatorer. De dök först upp under yngre trias och överlevde ända in i yngre jura.

## Släkten
- Azendohsaurus?
- Eocursor
- Fabrosaurus
- Gongbusaurus
- Lesothosaurus
- Stormbergia?
- Techosaurus
- Trimucrodon